# Río San Miguel (Río Putumayo)
Der Río San Miguel ist ein etwa 295 km langer rechter Nebenfluss des Río Putumayo in Kolumbien und Ecuador.

## Flusslauf
Der Río San Miguel entspringt in der südlichen kolumbianischen Cordillera Oriental auf einer Höhe von etwa 3000 m. Das Quellgebiet liegt im Departamento de Nariño im Süden von Kolumbien. Er fließt anfangs 20 km in südlicher Richtung durch das Gebirge und erreicht die Grenze zu Ecuador. Anschließend wendet er sich nach Osten und durchfließt das Amazonastiefland am Fuße der Berge. Dabei bildet er die Staatsgrenze. Bei Flusskilometer 238 trifft der Río Rancheria, bei Flusskilometer 232 der Río Rumiyacu sowie bei Flusskilometer 229 der Río Churuyacu, alle linksseitig, auf den Río San Miguel. Anschließend bildet der Fluss die Grenze zwischen dem Departamento de Putumayo im Norden und der ecuadorianischen Provinz Sucumbíos im Süden. Bei Flusskilometer 216 mündet der Río Bermeja von rechts in den Río San Miguel. Auf den letzten 110 Kilometern fließt er innerhalb Ecuadors. Schließlich trifft er an der Grenze zu Kolumbien, bei der Kleinstadt Puerto El Carmen de Putumayo, auf den Río Putumayo. Das Einzugsgebiet umfasst eine Fläche von etwa 4100 km².